# Молниця (річка)
Мо́лниця — річка в Україні, в межах Герцаївського району Чернівецької області. Права притока Пруту (басейн Дунаю). 

## Опис
Довжина 19 км, площа водозбірного басейну 117 км². Похил річки 7,4 м/км. Долина здебільшого вузька і глибока (за винятком пригирлової частини). Річище слабозвивисте (у пониззі більш звивисте). 

## Розташування
Молниця бере початок у лісі, на схід від села Петрашівка. Тече спершу переважно на північ, у пониззі повертає на північний схід і схід. Впадає до Пруту на північ від села Молниця. 
Над річкою розташовані села: Байраки, Підвальне, Годинівка, Горбова, Банчени, Молниця. 